# Дипломатически мисии на Мадагаскар
Това е списък на посолствата и консулствата (без почетните консулства) на Мадагаскар.

## Европа
- Белгия
  - Брюксел (посолство)
- Великобритания
  - Лондон (посолство)
- Германия
  - Берлин (посолство)
- Италия
  - Рим (посолство)
- Русия
  - Москва (посолство)
- Франция
  - Париж (посолство)
  - Марсилия (генерално консулство)
  - Сен Дени, Реюнион (генерално консулство)

## Северна Америка
- Канада
  - Отава (посолство)
- САЩ
  - Вашингтон (посолство)

## Африка
- Алжир
  - Алжир (посолство)
- Етиопия
  - Адис Абеба (посолство)
- Либия
  - Триполи (посолство)
- Мавриций
  - Порт Луи (посолство)
- Сенегал
  - Дакар (посолство)
- Република Южна Африка
  - Претория (посолство)
  - Кейптаун (генерално консулство)

## Азия
- Китай
  - Пекин (посолство)
- Япония
  - Токио (посолство)

## Междудържавни организации
- - Адис Абеба – Африкански съюз
  - Брюксел – ЕС
  - Женева – ООН
  - Ню Йорк – ООН
  - Париж – ЮНЕСКО